# تشانغ تاي شان
تشانغ تاي شان (بالصينية: 張泰山) (من مواليد 31 أكتوبر 1976 في تايتونغ، تايوان) لاعب كرة القاعدة محترف تايواني. تقاعد مع ويي تشوان دراغونز في عام 1996 وقد لعب لسينون بولز وأوني-بريزيدنت ليونز في الدوري الصيني لكرة القاعدة للمحترفين. كان تشانغ لاعبًا مشهورًا وهو عضو دائم في منتخب تايوان منذ عام 1998 ويحمل رقمًا قياسيًا في تسجيل أكبر عدد من الضربات المباشرة في تاريخ الدوري الصيني للمحترفين برصيد 289 ضربة. كما أنه يحمل الرقم القياسي في الضربات بعدد 2132 ضربة.
استبعد من المشاركة في دورة الألعاب الأولمبية الصيفية لأن نتيجة عينة فحص المنشطات كانت إيجابية. وينفي تشانغ تناول أي عقار محظور ويعتقد أنه ربما يكون بسبب تناوله الدواء. نتيجة الاختبار تم حظره لمدة 3 سنوات.
انتقل من سينون بولز إلى أوني ليونز مقابل 2.5 مليون دولار تايواني جديد (حوالي 85,000 دولار أمريكي). انتهى عقده مع أوني ليونز بعد موسم 2015 ووقع مع توكوشيما إنديغو سوكس من رابطة دوري جزيرة شيكوكو المستقلة في اليابان لعام 2016.
ووقع تشانغ على اللعب في دوري كرة القاعدة الأسترالي لموسم 2017-18 مع أديلايد بايت.

## روابط خارجية
- تشانغ تاي شان على موقع IMDb (الإنجليزية)
- تشانغ تاي شان على موقعبيزبول رفرنس.كوم (الدوري الثانوي) (الإنجليزية)
- تشانغ تاي شان على موقع اللجنة الأولمبية الدولية (الإنجليزية)
- تشانغ تاي شان على موقع أوليمبيديا (الإنجليزية)